# Hamish Pepper
Hamish Martin Pepper (Auckland, 13 maggio 1971) è un velista neozelandese.
Ha partecipato ai Giochi di Atlanta 1996, di Atene 2004, di Pechino 2008 e di Londra 2012.